# Polyergus breviceps
Polyergus breviceps är en myrart som beskrevs av Carlo Emery 1893. Polyergus breviceps ingår i släktet Polyergus och familjen myror. IUCN kategoriserar arten globalt som sårbar. Inga underarter finns listade i Catalogue of Life.

## Bildgalleri

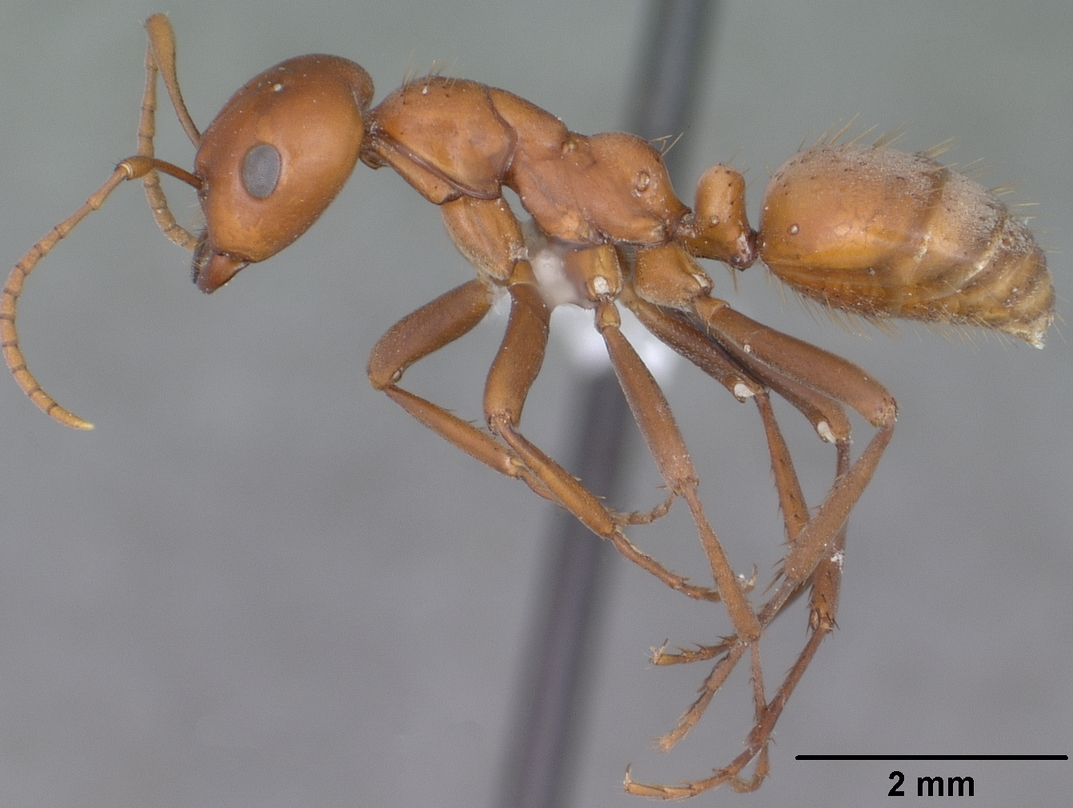
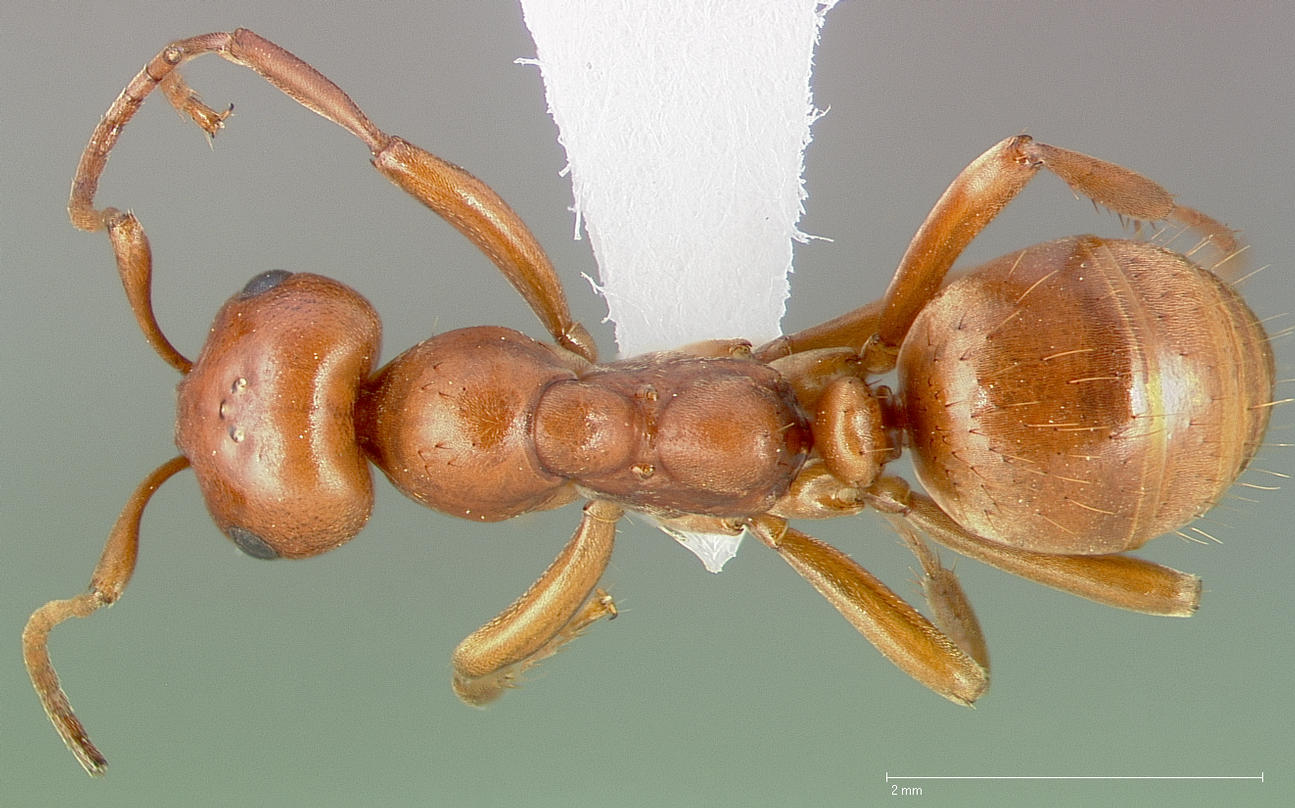
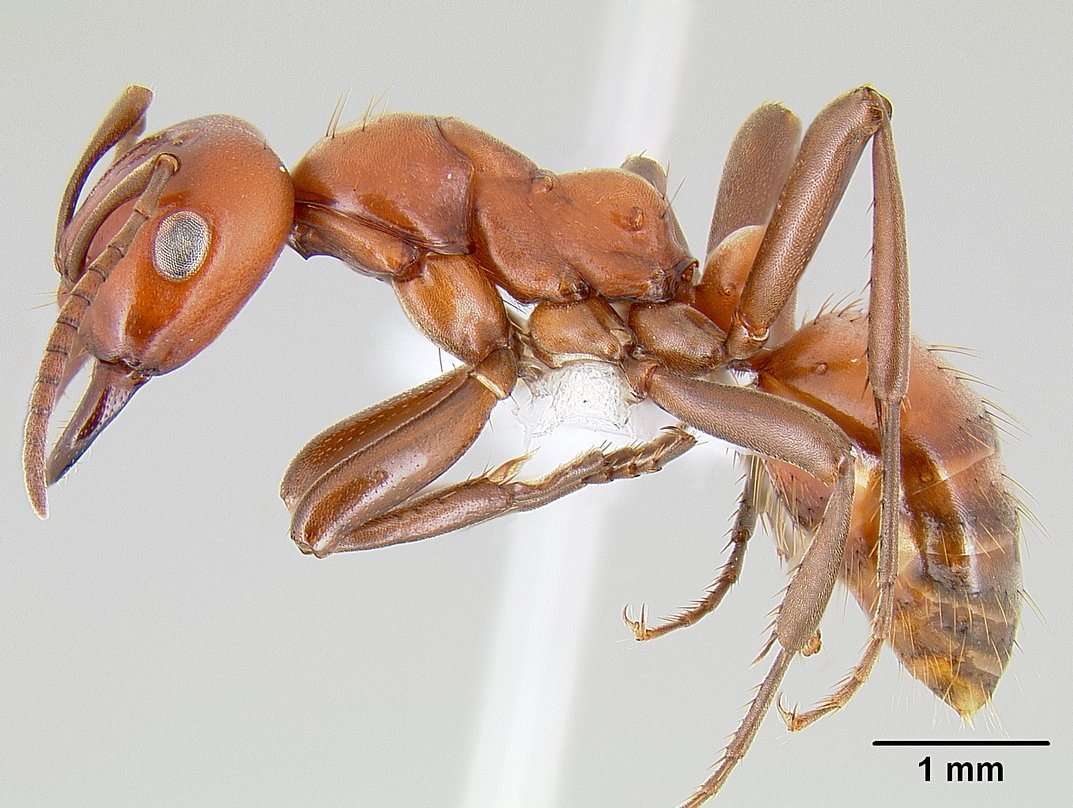